# Tina Punzel
Tina Punzel (1 de agosto de 1995) é uma saltadora alemã, especialista no trampolim.

## Carreira

### Rio 2016
Tina Punzel representou seu país nos Jogos Olímpicos de Verão de 2016, na qual ficou em 7º no trampolim sincronizada com Nora Subschinski. 
No trampolim individual, Tina foi eliminada na segunda rodada ficando em 17º lugar.